# 7052 Octaviabutler
7052 Octaviabutler eller 1988 VQ2 är en asteroid i huvudbältet som upptäcktes 12 november 1988 av den amerikanske astronomen Eleanor F. Helin vid Palomar-observatoriet. Den är uppkallad efter den amerikanska science fiction-författaren Octavia E. Butler.
Asteroiden har en diameter på ungefär 9 kilometer.